# Weyerhof (Overath)
Weyerhof ist ein Ortsteil von Marialinden in der Stadt Overath im Rheinisch-Bergischen Kreis in Nordrhein-Westfalen, Deutschland.

## Lage und Beschreibung
Der kleine, von Feldern umgebene Weiler Weyerhof befindet sich nördlich von Overath nahe der Grenze zum Rhein-Sieg-Kreis und dem Naturschutzgebiet Naafbachtal. Er ist über die Kreisstraße 34 zu erreichen (hier Eulenthaler Straße genannt.) Ortslagen in der Nähe sind Kulhoven, Hasenberg, Buschhoven und Kern. Naturräumlich  betrachtet gehört die Gegend zum Marialinder Riedelland.  Vor allem dessen Feuchtgebiete bieten Heimat für seltene  Tiere und Pflanzen.

## Geschichte
Weyerhof entstand erst in der zweiten Hälfte der 19. Jahrhunderts und erscheint erst auf der Preußischen Neuaufnahme von 1892 auf Kartenwerken. Auf den Messtischblättern ist der Ort ab dieser Ausgabe regelmäßig als Weyerhof beschriftet.
Die Gemeinde- und Gutbezirksstatistik der Rheinprovinz führt Weyerhof 1871 mit einem Wohnhaus und vier Einwohnern auf. Im Gemeindelexikon für die Provinz Rheinland von 1888 werden für Weyerhof ein Wohnhaus mit drei Einwohnern angegeben. 1895 besitzt der Ort ein Wohnhaus mit zwei Einwohnern, 1905 werden ein Wohnhaus und ein Einwohner angegeben. Nach dem Hausnummerierungskataster von 1907 lebte dort ein Wilhelm Klug.